# マサカ
マサカ（Masaka）は、ウガンダの中央地域南西部のマサカ県の県都。人口は約11万人（2020年）。

## 地理
マサカは首都カンパラから道なりに約140km南西に離れている。

赤道に近い。

## 人口
- 2002年：6万7800人
- 2010年：7万3300人
- 2011年：7万4100人[4]
- 2014年8月：10万3829人[5]

## 施設等
- ウガンダ人民防衛軍（英語版）機械化師団本部
- 王立ムテサ1世大学（英語版）
- カンパラ大学西部キャンパス
- 聖ヘンリー・キトヴ大学（英語版）
- ローマ・カトリック・マサカ司教管区（英語版）本部
- ナブガボ湖（英語版）：中心部から20km東 [6]
- ブカカタ（英語版）：中心部から24km東
- スセセ諸島（英語版）：ヴィクトリア湖に浮かぶ
- マサカ地域中核病院
- マサカ通貨機関：中央銀行であるウガンダ銀行（英語版）が所有・運営する通貨の保管・流通を司る機関[7]
- 国立社会保障基金（英語版）支局